# Liste der Beiträge für den besten fremdsprachigen Film für die Oscarverleihung 1977
Die folgenden 24 Filme, alle aus verschiedenen Ländern, waren Vorschläge in der Kategorie Bester fremdsprachiger Film für die Oscarverleihung 1976. Die hervorgehobenen Titel waren die fünf letztendlich nominierten Filme, welche aus der DDR, Elfenbeinküste, Frankreich, Italien und Polen stammen.
Der Oscar ging letztendlich an die schwarze Komödie Sehnsucht nach Afrika von der Elfenbeinküste. Unter den Standards wäre der Film wahrscheinlich nicht als Gewinner akzeptiert worden, da der Regisseur des Films ein Franzose ist und auch die Produktion des Films zum Großteil französisch war. Seit dem Oscargewinn wurde auch kein Vorschlag von der Elfenbeinküste eingereicht.

## Beiträge
| Land                            | Deutscher Verleihtitel                         | Sprache(n)     | Originaltitel                                                            | Regisseur(e)                      | Ergebnis        |
| ------------------------------- | ---------------------------------------------- | -------------- | ------------------------------------------------------------------------ | --------------------------------- | --------------- |
| Ägypten                         | Alā man nutliq al-rusās                        | Arabisch       | على من نطلق الرصاص (Alā man nutliq al-rusās)                             | Kamal El Sheikh                   | Nicht nominiert |
| Argentinien                     | Los muchachos de antes no usaban arsénico      | Spanisch       | Los muchachos de antes no usaban arsénico                                | José A. Martínez Suárez           | Nicht nominiert |
| Belgien                         | Rue Haute                                      | Französisch    | Rue Haute                                                                | André Ernotte                     | Nicht nominiert |
| Brasilien                       | Die Mätresse                                   | Portugiesisch  | Xica da Silva                                                            | Carlos Diegues                    | Nicht nominiert |
| Dänemark                        | Die Olsenbande sieht rot                       | Dänisch        | Olsen-banden ser rødt                                                    | Erik Balling                      | Nicht Nominiert |
| BR Deutschland                  | Ansichten eines Clowns                         | Deutsch        | Ansichten eines Clowns                                                   | Vojtěch Jasný                     | Nicht nominiert |
| Deutsche Demokratische Republik | Jakob der Lügner                               | Deutsch        | Jakob der Lügner                                                         | Frank Beyer                       | Nominiert       |
| Elfenbeinküste                  | Sehnsucht nach Afrika                          | Französisch    | Noirs et blancs en couleur                                               | Jean-Jacques Annaud               | Gewonnen        |
| Frankreich                      | Cousin, Cousine                                | Französisch    | Cousin, Cousine                                                          | Jean-Charles Tacchella            | Nominiert       |
| Hongkong                        | Ying tai qi xue                                | Mandarin       | 瀛台泣血 (Ying tai qi xue)                                               | Han Hsiang Li                     | Nicht nominiert |
| Italien                         | Sieben Schönheiten                             | Italienisch    | Pasqualino Settebellezze                                                 | Lina Wertmüller                   | Nominiert       |
| Jugoslawien                     | Der Rattengott                                 | Serbokroatisch | Izbavitelj                                                               | Krsto Papić                       | Nicht nominiert |
| Mexiko                          | Longitud de guerra                             | Spanish        | Longitud de guerra                                                       | Gonzalo Martínez Ortega           | Nicht nominiert |
| Niederlande                     | Max Havelaar – Meine Tage in der Südsee        | Niederländisch | Max Havelaar of de koffieveilingen der Nederlandsche handelsmaatschappij | Fons Rademakers                   | Nicht nominiert |
| Philippinen                     | Ganito Kami Noon, Paano Kayo Ngayon            | Tagalog        | Ganito Kami Noon, Paano Kayo Ngayon                                      | Eddie Romero                      | Nicht nominiert |
| Polen                           | Nächte und Tage                                | Polnisch       | Noce i dnie                                                              | Jerzy Antczak                     | Nominiert       |
| Rumänien                        | Die Verurteilung                               | Rumänisch      | Osânda                                                                   | Sergiu Nicolaescu                 | Nicht nominiert |
| Schweden                        | Die Stadt meiner Träume                        | Schwedisch     | Mina drömmars stad                                                       | Ingvar Skogsberg                  | Nicht nominiert |
| Schweiz                         | Jonas, der im Jahr 2000 25 Jahre alt sein wird | Französisch    | Jonas qui aura 25 ans en l’an 2000                                       | Alain Tanner                      | Nicht nominiert |
| Sowjetunion                     | Sie kämpften für die Heimat                    | Russisch       | Они сражались за родину (Oni sraschalis sa rodinu)                       | Sergei Fjodorowitsch Bondartschuk | Nicht nominiert |
| Spanien                         | Züchte Raben…                                  | Spanisch       | Cría cuervos                                                             | Carlos Saura                      | Nicht nominiert |
| Taiwan                          | Die längste Brücke                             | Mandarin       | 八百壮士 (Ba bai zhuang shi)                                             | Ting Shan-hsi                     | Nicht nominiert |
| Tschechoslowakei                | Eine Silbermünze                               | Tschechisch    | Jeden Stříbrný                                                           | Jaroslav Balík                    | Nicht nominiert |
| Ungarn                          | Das fünfte Siegel                              | Ungarisch      | Az Ötödik pecsét                                                         | Zoltán Fábri                      | Nicht nominiert |